# Hanne Dahl
Hanne Dahl (ur. 30 sierpnia 1970 w Aalborgu) – duńska polityk i pastor, w latach 2008–2009 posłanka do Parlamentu Europejskiego.

## Życiorys
Dorastała w Malezji, Indonezji i Singapurze. Studiowała teologię na Uniwersytecie Aarhus.
Pracowała jako pastor, a następnie doradca polityczny w Europarlamencie. W maju 2008 objęła mandat deputowanej do Parlamentu Europejskiego z ramienia eurosceptycznego Ruchu Czerwcowego. Była współprzewodniczącą frakcji Niepodległość i Demokracja, pracowała Komisji Spraw Konstytucyjnych. W PE zasiadała do lipca 2009. W tym samym roku nie uzyskała reelekcji. Objęła funkcję wiceprzewodniczącej europejskiej partii EUDemocrats.